# 등어선

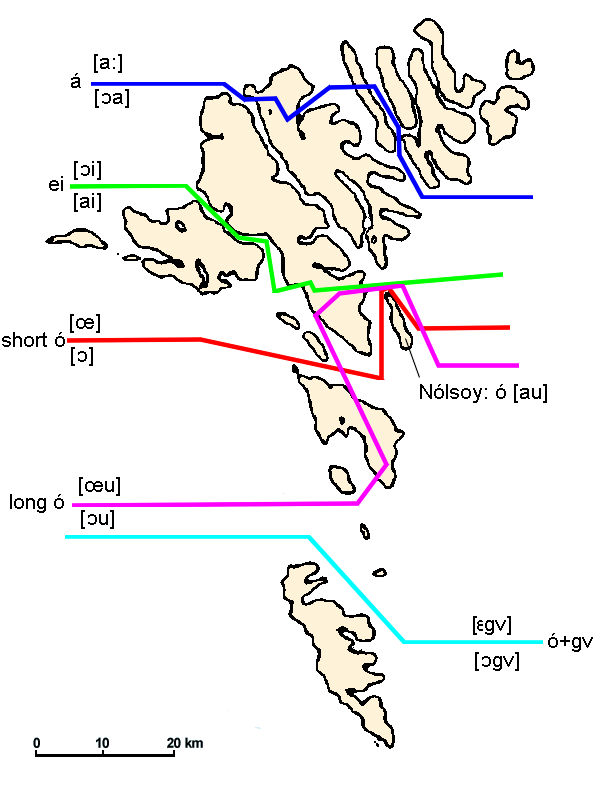
페로 제도의 등어선.

등어선(等語線, 영어: isogloss)이란 언어학의 용어로서, 어음, 어의, 언어형식, 악센트 등 일정한 동질의 요소가 분포되어있음을 가정하여 언어의 특성이 다른 지역을 가르는 관념상의 선이다.
등어선의 실례로서는 로망스어를 동서로 나누는 라 스페찌아 리미니 선, 독일어 중 남북을 가르는 벤라트선 등을 들 수 있다. 한국어의 방언의 등어선은 지형적인 특성의 영향을 받은 것을 볼 수 있다.